# Hotel Grand (Hradec Králové)
Hotel Grand (též Grandhotel Urban, hotel Labská nebo hotel Bystrica) je modernistická dvoupatrová stavba situovaná na nároží ulic Palackého a Československé armády v Hradci Králové.

## Umístění

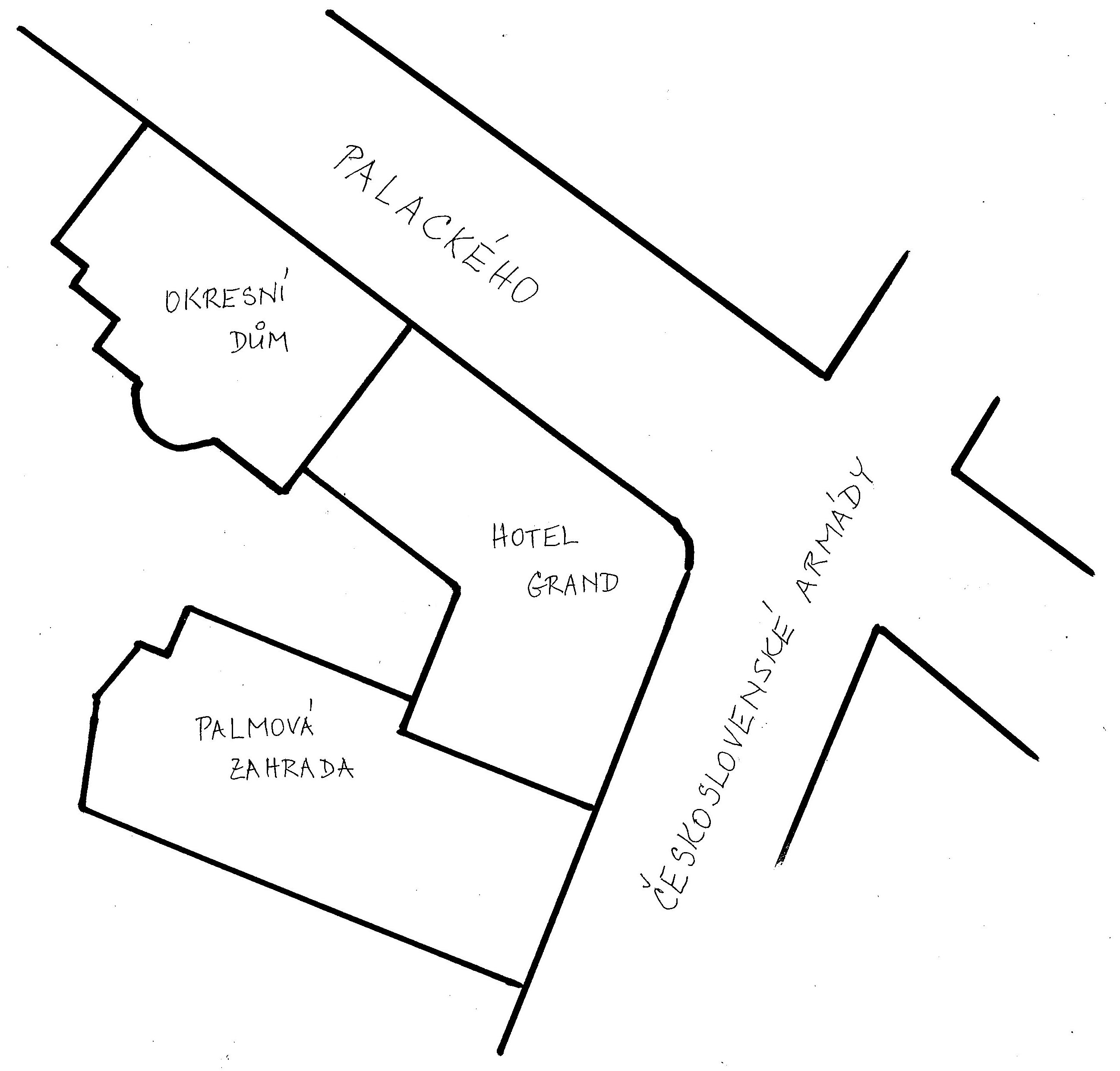
Sestava budov: Okresní dům, hotel Grand a Palmová zahrada

Hotel Grand se nachází na křižovatce Palackého ulice a ulice Československé armády a je stavebně propojen s Okresním domem a s Palmovou zahradou, s nimiž tvoří ucelenou sestavu budov.

## Historie

### Novobarokní budova
Původní budovu hotelu nechal na tomto místě postavit v letech 1896 - 98 podnikatel Oto Fränkl se synem Josefem, a to podle návrhu architekta Viktora Weinhengsta, který stavbu také realizoval. Již tehdy se jednalo o dvoupatrovou nárožní budovu s restaurací v přízemí a s pokoji v prvním a druhém patře. Fasáda ale byla novobarokní a měla typické historizující prvky: bosované rizality, nad korunní římsou volutové štíty s oválným střešním oknem a kamennou vázou, nárožní arkýř sahající přes dvě patra a završený věží s lucernou.
Architekt Oldřich Liska upravil v roce 1914 interiér hotelové kavárny a poté v roce 1918 i hotelový vestibul.

### Moderní budova
Královéhradecký starosta František Ulrich měl po dokončení sousedního Okresního domu, který úspěšně nastartoval pověst Hradce Králové jako "salonu republiky", zájem zřídit ve městě hotel, který by příchozím hostům nabídl prvotřídní ubytovací kapacity. Tomuto záměru vyšel vstříc hoteliér Jaroslav Urban, který měl hotel Grand od roku 1906 v pronájmu a roku 1910 objekt od města koupil, a to včetně sousedního domu na ulici Československé armády, kam plánoval hotel rozšířit. Zatímco tento sousední dům byl v roce 1911 zcela přebudován podle architektonického návrhu Jana Kotěry (vznikla tzv. Palmová zahrada), samotný hotel Grand prošel výraznou přestavbou až v letech 1927–⁠28. Hoteliér Urban oslovil s poptávkou na projekt rekonstrukce Grandu Josefa Gočára, zřejmě se však nedohodli na spolupráci a rozpracovaný Gočárův projekt převzal stavitel Josef Fňouk. Hlavní změny budovy spočívaly v realizaci střešní nástavby, kvůli které zanikla původní nárožní věž a vzniklo 16 nových hotelových pokojů, a také v kompletní přestavbě fasády hotelu. Fasádu Grandu vypracoval Fňouk podle sousední Palmové zahrady navržené Kotěrou. Maskarony na římse, které pro Palmovou zahradu navrhl Jan Štursa, navrhl analogicky pro hotel Grand královéhradecký sochař Josef Škoda. Travertinové sochy muže a ženy, rámující vstupní portál, vytvořil Emanuel Kodet.
Celek hotelu Grand, Okresního domu a Palmové zahrady sloužil jako ubytovací zařízení až do roku 1989. V 90. letech 20. století pak byly jednotlivé domy individuálně privatizovány. Hotel Grand prošel v letech 2008–⁠09 kompletní rekonstrukcí, v současnosti (2020) je v soukromém vlastnictví a nadále slouží jako hotel.

## Architektura
Jedná se o nárožní dvoupatrový dům s obytným podkrovím s vikýřovými okny. Fasáda je charakteristická ustupujícími obvodovými zdmi v jednotlivých patrech v kombinaci se svislými lizénami probíhajícími přes dvě podlaží. Vzhled fasády převzal stavitel Josef Fňouk ze sousedící Palmové zahrady navržené Janem Kotěrou (Kotěra podobný prvek na fasádě uplatnil například na Mozarteu).